# Rubia caramanica
Rubia caramanica är en måreväxtart som beskrevs av Joseph Friedrich Nicolaus Bornmüller. Rubia caramanica ingår i släktet krappar, och familjen måreväxter.
Artens utbredningsområde är Iran. Inga underarter finns listade i Catalogue of Life.